# Comuna Kohtla-Nõmme
Kohtla-Nõmme este o comună (vald) din Comitatul Ida-Viru, Estonia.

Este alcătuită dintr-o singură localitate și anume târgușorul (alevik) Kohtla-Nõmme.
Suprafața comunei este de 4, 65 km²